# Geoclemys hamiltonii
Geoclemys hamiltonii (лат.) — вид черепах семейства азиатских пресноводных черепах. Единственный современный представитель рода Geoclemmys. Распространена в Южной Азии.

## Этимология названия
Видовое название hamiltonii дано в честь шотландского ботаника и ихтиолога Фрэнсиса Бьюкенена-Гамильтона.

## Ареал и места обитания
Распространена в низменных частях бассейнов Инда, Ганга и Брахмапутры в Пакистане, Индии (Бихар, Джамму, Мегхалая, Пенджаб, Раджастан, Уттар-Прадеш, Западная Бенгалия), Непале и Бангладеш. Предпочитает мелкие стоячие водоёмы с густой растительностью, но может также встречаться в реках и прудах.

## Образ жизни
Питается в основном улитками, но также поедает личинок стрекоз, других насекомых, пресноводных ракообразных и другие животные и растительные продукты.
Самки откладывают по две кладки в год, состоящих из 12—36 яиц, при этом вторая кладка обычно меньше первой. Из яиц выходят детёныши с длиной карапакса около 3,7 см.